# Copa da Escócia de 1902–03
A Copa da Escócia de 1902-03 foi a 30º edição do torneio mais antigo do futebol da Escócia. O campeão foi o Rangers F.C., que conquistou seu 4º título na história da competição ao vencer a final contra o Heart of Midlothian F.C, pelo placar de 2 a 0.

## Premiação
| Copa da Escócia de 1902-03       |
| Escócia                          |
| -------------------------------- |
| Rangers F.C. Campeão (4º título) |